# 商民协会旧址
商民协会旧址，位于中国广东省揭阳市榕城思贤路25号，为揭阳市的一个市、县级文物保护单位，类型为近现代重要史迹及代表性建筑，公布时间为1993年。
商民协会旧址的历史年代为1942。